# Strömsund (đô thị)
Đô thị Strömsund (Strömsunds kommun) là một đô thị ở hạt Jämtland, Thụy Điển, thủ phủ là Strömsund.
Thành phố lớn gần nhất là Östersund - tỉnh lỵ của tỉnh Jämtland, tọa lạc 100 km về phía nam.
Đô thị Strömsund được lập năm 1974 thông qua việc hợp nhất các đô thị Fjällsjö, Frostviken, Hammerdal và Ström. Địa phương đông dân nhất khu vực này là Strömsund đã được chọn làm trung tâm hành chính, do đó tên của đô thị mới lập này lấy theo tên trung tâm này.

## Các đơn vị trực thuộc
- Backe
- Hammerdal
- Gäddede
- Hoting
- Näsviken
- Rossön
- Strömsund (thủ phủ)
- Ulriksfors